# Torre del Campano
La Torre del Campano è una torre medievale di Pisa, tra le meglio conservate. 

## Storia
La torre al tempo si chiamava torre "dei Casciai" o "Caciaioli".
Anticamente la campana dell'Università era posta in una torre sul Lungarno, detta "dei Vinai", ma nel dicembre 1785 il granduca Pietro Leopoldo comprò questa torre e fece fondere una nuova campana da Alessandro Tognozzi affinché scandisse le ore di studio per gli iscritti dell'Università, a partire dalle 7.30 di mattina. Sulla campana venne inciso il verso Audite disciplinam et estote sapientes.

## Descrizione
A pianta rettangolare, si eleva alta e stretta per cinque solai e presenta ancora la cella campanaria che le dà il nome, da quando scandiva le ore della giornata di studio per la vicina università.
La torre fu costruita a più fasi, come testimonia la muratura ancora visibile, caratterizzata da una certa disomogeneità. Ai primi due piani un grande arcone di scarico del peso, mentre nella parte superiore la muratura è continua e in una pietra diversa, forse la verrucana di un grigio più chiaro, con varie monofore tamponate su ciascun lato e sostituite in alcuni casi da finestre moderne.
Sulle pareti esterne sono presenti varie buche pontaie ed alcune mensole sporgenti che fanno supporre la presenza di ballatoi lignei in esterno, usati anche per ampliare l'angusta superficie abitativa della torre.